# Фериз-бей
Фериз-бей, Фируз Михайлович (Михалоглу), Фериз Паша, Фируз-Бей — османский военный и государственный деятель, санджакбей (губернатор) санджака Боснии (1495—1496, 1504—1512) и санджака Скутари (1496—1502).

## Биография
В 1495—1496 годах Фериз-бей занимал должность санджакбея Боснии.
В 1496 году Фериз-бей был назначен санджакбеем санджака Скутари (Шкодер) в Албании. Правитель соседнего княжества Зета Георгий Черноевич (1490—1496) поддерживал тайную переписку с другими главами христианских государств за создание антиосманского альянса. Когда его младший брат Стефан Черноевич сообщил об этом османским властям, в 1496 году Георгий Черноевич получил сюзеренитет Османской империи. Санджакбей Скутари Фериз-бей предложил Георгию Черноевичу прибыть к нему в Скутари, чтобы объяснить своё поведение или покинуть своё княжество. В том же 1496 году Фериз-бей во главе османской армии вступил в Зету, а князь Георгий Черноевич вынужден был бежать в Венецию. Княжество было оккупировано османами, которые объявили номинальным правителем своего ставленника Стефана Черноевича. В 1497 году Фериз-бей завоевал район Грбаль и ввёл в княжестве Зета прямое османское управление. В 1499 году Фериз-бей официально включил Зету в состав османской территории и присоединил княжество к своему санджаку Скутари. Князь Стефан Черноевич стал подозреваться в связях с Венецией. Фериз-бей заманил Стефана Черноевича в Скутари и заключил его в тюрьму, где он и скончался.
В 1499 году Фериз-бей организовал рейды на венецианскую территорию вокруг Дураццо. В том же году Фериз-бей и Иса-паша совершили набеги вглубь Далмации. В 1501 году Фериз-бей захватил город-порт Дураццо. После османо-венецианской войны (1499—1503) Фериз-бей стал представлять османские интересы в Которе.
В ноябре 1504 года после смерти Скендер-паши Фериз-бей был вторично назначен правителем санджака Босния. В 1507 году впервые упоминается город Сараево из письма, написанного Фериз-беем. В 1509 году он построил хамам в Сараево и несколько торговых лавок вокруг него. Он также построил мактаб (начальную школу) и медресе. Это было старейшее медресе в Сараево и одно из первых в Боснии.